# Římskokatolická farnost Uhelná Příbram
Římskokatolická farnost Uhelná Příbram je územním společenstvím římských katolíků v rámci havlíčkobrodského vikariátu královéhradecké diecéze.

## O farnosti

### Historie
Vesnice Uhelná Příbram vznikla jako kolonizační osada, ve které žili především uhlíři (odtud název vsi). Plebánie zde je doložena v roce 1352. Původně gotický kostel byl barokně upraven v 18. století.

#### Přehled duchovních správců
- 1686 – ? Matouš Antonín Lanštovský
- před r. 1838–1845 R.D. Josef ???
- 1845–1857 R.D. Kajetán ???
- 1858–1879 R.D. František Raimand
- 1880 R.D. Antonín Běhal, administrátor
- 1880–? R.D. Štěpán Sova, farář
- R.D. Miroslav Stryhal (*5. 12. 1915 – 20. 12. 1995)
- R.D. Václav Pavliš (*12.2.1945 - 4.3.1997), později farář v Chrasti
- 1970/1971 R.D. Vratislav Hartmann (administrátor ex currendo z Golčova Jeníkova)
- ? –1977 R.D. Václav Pospíšil (6. 11. 1935 Číhošť – 15. 5. 2021 Červený Kostelec), později administrátor v Úpici
- 1977–1979 P. František Beneš, SDB (19. 11. 1947 Cerekvice nad Loučnou – 23. 10. 2017 Litomyšl)
- 1986–2012 R.D. František Skřivánek (*2. 12. 1937 Habry – 11. 5. 2017 Brandýs nad Labem), administrátor ex currendo z Golčova Jeníkova
- 2012–2014 R.D. Irenej Juraj Hlavačka, O.Praem. (*16. září 1966 Šurany – † 3. listopadu 2014 Vilémov
- 2014–2015 R.D. Hroznata Pavel Adamec, O.Praem. (administrátor ex currendo z Havlíčkova Brodu)
- 2015–2021 R.D. ThLic. Gabriel Burdej (administrátor ex currendo z Vilémova), později administrátor v Novém Bydžově
- od 15. září 2021 R.D. ThMgr. Artur Kamil Różański (administrátor ex currendo z Vilémova)

### Současnost
Farnost je administrována ex currendo z Vilémova.
| Fotografie | Kostel                         | Místo          | Bohoslužba             | Bohoslužba             | Poznámka     |
| ---------- | ------------------------------ | -------------- | ---------------------- | ---------------------- | ------------ |
|            | Kostel sv. Michaela archanděla | Uhelná Příbram | neděle                 | 10.30                  | farní kostel |
|            | Kaple Ducha svatého            | Vepříkov       | neslouží se pravidelně | neslouží se pravidelně | obecní kaple |